# چچیلیا بارتولی
چچیلیا بارتولی (به ایتالیایی: Cecilia Bartoli) (زاده ۴ ژوئن ۱۹۶۶) خواننده ایتالیایی اپرا با صدای متزوسوپرانو است. او بیشتر برای اجرای آثار موتسارت و روسینی شناخته می‌شود.
او به عنوان خواننده سوپرانو یکی از محبوب‌ترین و پر فروش‌ترین خوانندگان اپرا در سال‌های اخیر می‌باشد.

## زندگی و حرفه

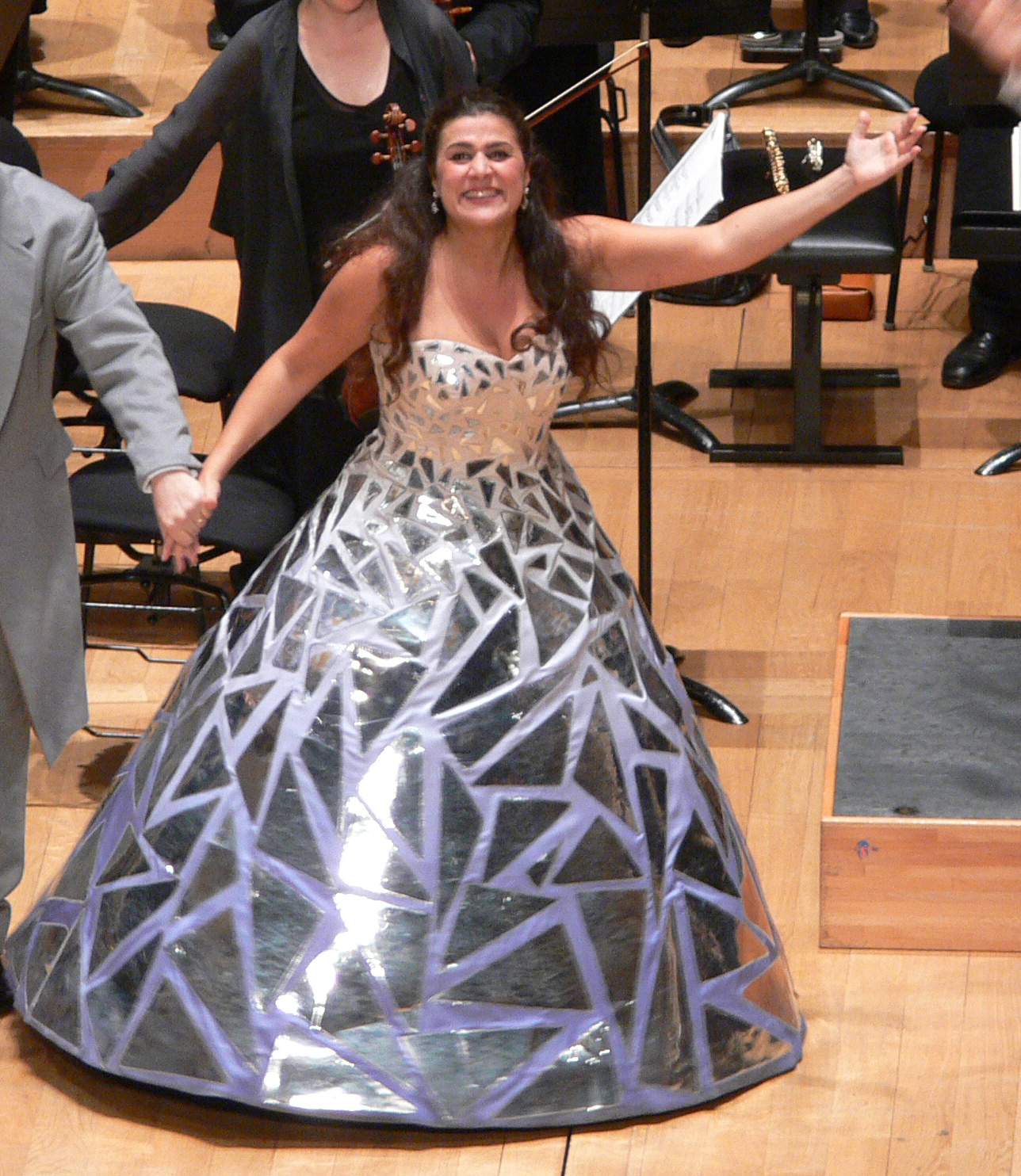
سیسیلیا بارتولی، پس از اجرای کنسرت "La Cenerentola"، Salle Pleyel، در پاریس.

والدین چچیلیا هر دو خواننده اپرا بودند و نام خود او هم یادآور قدیس حافظ موسیقی در سنت کلیسا است. او شوق موسیقی را مدیون مادرش سیلوانا بازونی بارتولی است. چچیلیا خیلی سریع مسیر جهانی شدن را پیمود و آلبوم‌های او معروف‌ شدند، به‌طوری که تاکنون بیش از ده میلیون نسخه از آنها به فروش رفته است. او در سال ۲۰۱۶ رؤیای دیرینه‌اش را محقق کرد و ارکستری به نام «نوازندگان شهزاده» را با هدف زنده کردن  صداهای اصلی موسیقی باروک راه‌اندازی کرد. چچیلیا بارتولی به‌عنوان نخستین مدیر زن اپراخانه مونت کارلو مشغول به‌کار شده است. او پنج جایزه گرمی را در کارنامه خود دارد.